# فلاديمير فاسيلييف
فلاديمير عبد علييفيتش فاسيلييف (بالروسية: Владимир Абдуалиевич Васильев)؛ (ولد في مدينة كلين بـمحافظة موسكو في 11 أغسطس 1949 - سياسي روسي ورجل دولة. القائم بأعمال رئيس داغستان منذ 3 أكتوبر 2017م.
في الماضي - عضو مجلس الدوما التابع للجمعية الفيدرالية للاتحاد الروسي (2003-2017)، ونائب رئيس مجلس الدوما للدعوة الرابعة، ورئيس فصيل حزي روسيا الموحدة (2012-2017)، ورئيس لجنة الأمن في مجلس الدوما (2004-2011)، نائب أمين مجلس الأمن الاتحاد الروسي (1999-2001). الكولونيل العام للشرطة الروسية (2001)، أستاذ العلوم القانونية (2001).

## سيرة ذاتية
ولد في 11 أغسطس عام 1949 في مدينة كلين، بمحافظة موسكو، في عائلة المعلمين لأب كازاخي أم روسية. الأب - أسانبايف علي (عبد علي) أسانبايفيتش كان معلما، والأم - ناديجدا إيفانوفنا فاسيلييفا عملت مربية قي رياض الأطفال. الاسم عند الولادة آلك عبد علييفتش أسانباييف.

## الأوسمة والجوائز
- وسام الاستحقاق لخدمة الوطن الدرجة الثالثة (22 مايو 2014) - وذلك لإنجازات العمل التي حققها، وإسهامه الكبير في التنمية الاجتماعية والاقتصادية للاتحاد الروسي، وجدارته في استكشاف الفضاء، والمجال الإنساني، وتعزيز سيادة القانون، ونشاطته التشريعي والعام، وإخصلاصه في العمل لمدة طويلة[5]
- وسام الاستحقاق لخدمة الوطن الدرجة الرابعة
- وسام الألكسندر النيفسكي
- وسام الشجاعة
- وسام الشرف
- محام روسيا الاتحادية المستحق (2006)
- وسام "الرابطة"
- ميدالية ستوليبين ب.أ. الدرجة الثانية (10 يوليو 2014) - «لإسهامه في النشاط التشريعي التي تهدف إلى حل المهام الاستراتيجية للتنمية الاجتماعية والاقتصادية للبلاد»[6]
- شكر رئيس الاتحاد الروسي (9 يناير 2010) - «لإسهامه في النشاط التشريعي وتطوير البرلمانية الروس»[7]
- ميدالية «من أجل تحرير شبه جزيرة القرم وسيفاستوبول» (17 مارس 2014) - «لمساهمته الشخصية في عودة شبه جزيرة القرم إلى روسيا»[8]

## نشاطه في رئاسة داغستان

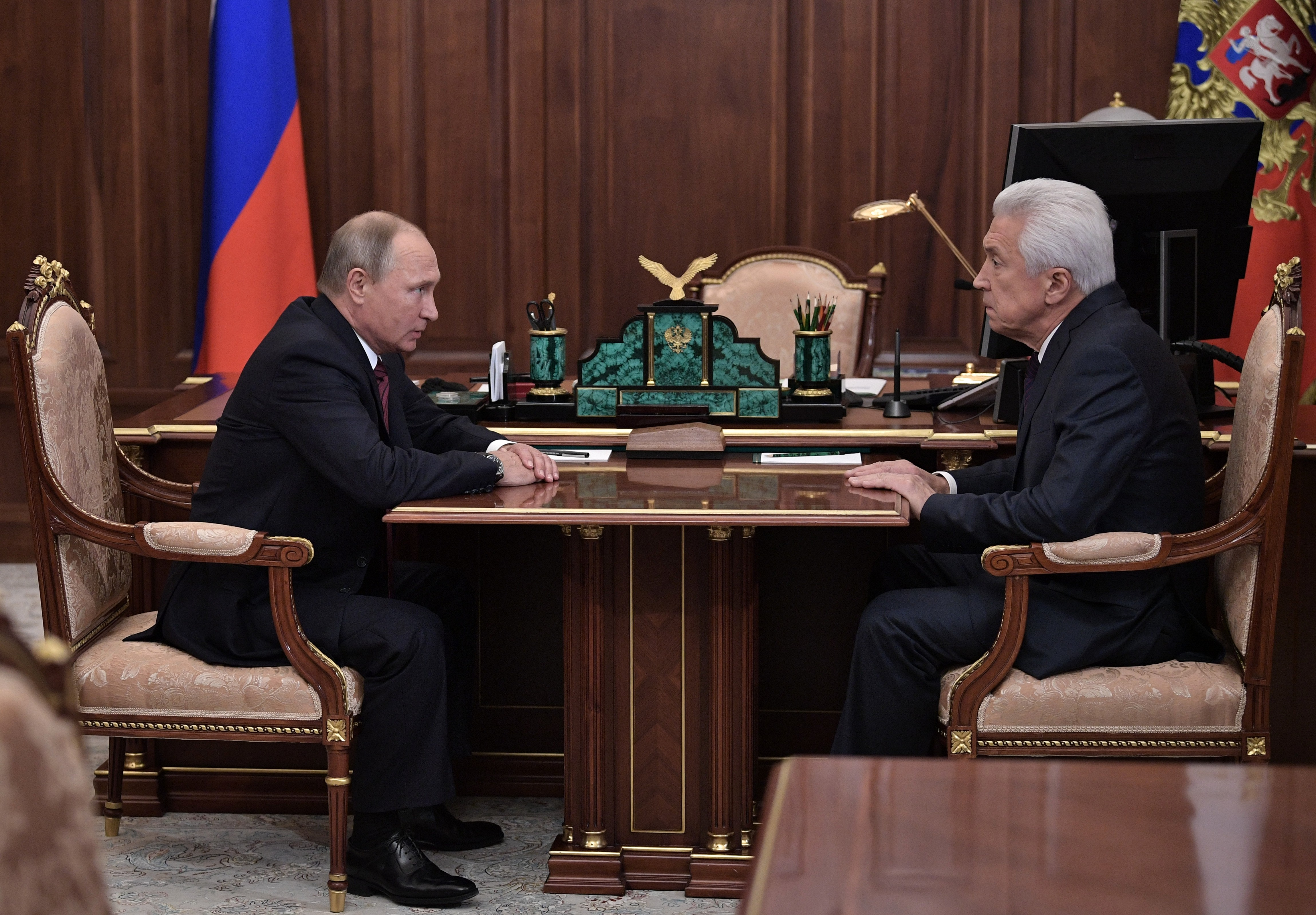
أثناء اجتماعه ببوتين 3 أكتوبر 2017م

في يناير 2018، بدأت في داغستان حملة موسعة لمكافحة الفساد واخلاس أموال الدولة، حيث شنت عناصر من الأجهزة الأمنية الروسية حملة مداهمات وتفتيش داخل كافة المؤسسات الحكومية في داغستان ليصل المداهمات والتفتيش إلى وزارتي المالية والصحة وإدارة الشرطة القضائية، وهيئات تعليمية وغيرها من المؤسسات الحكومية في داغستان.
في بداية الحملة ألقي القبض على عمدة العاصمة الداغستانية محج قلعة موسى موساييف بتهمة إساءة استعمال الوظيفة والرشوة.
```
ثم تم اعتقال قمة حكومة داغستان: القائم بأعمال رئيس وزراء داغستان عبد الصمد حميدوف ونائبيه شاميل عيسايف ورايودين يوسفوف ووزير التعليم السابق شاه عباس شاهوف وأشخاص آخرين، في قضايا اختلاس أموال الميزانية المخصصة لتنفيذ مشاريع وبرامج اجتماعية في الجمهورية.
[
11
]
[
12
]
```

في الخامس من فبراير 2018 أقال فاسيلييف حكومة داغستان كاملة، بالتزامن مع إقالة الحكومة عين فاسيلييف وزير الاقتصاد في جمهورية تتارستان أرتيوم زدونوف رئيساً للوزراء في داغستان.
وفي العاشر من فبراير 2018 وبعد إقالة المدعي العام الداغستاني وبطلب من فاسيلييف أصدر الرئيس الروسي فلاديمير بوتين مرسوما يقضي يتعيين دينيس بوبوف في منصب المدعي العام لجمهورية داغستان لمدة خمس سنوات.

## الأسرة والحياة الشحصية
متزوج ولديه ابنة وحفيدة. وفقا للمعلومات الرسمية، فإن دخل فاسيلييف لعام 2011 بلغ إلى 1.9 مليون روبل. تمتلك عائلة فاسيلييف 4 قطع أراضي بمساحة إجمالية تبلغ 5.2 ألف متر مربع ومبنيين سكنيين.

## وصلات خارجية
- الموقع الشخصي
- سيرة فلاديمير فاسيلييف الذاتية على «ريا نوفوستي»